# 歓びの種
「歓びの種」（よろこびのたね）は、YUKIの12枚目のシングル。

## 解説
表題作「歓びの種」とそのインストゥルメンタルバージョン、アルバム『joy』の収録曲であった「AIR WAVE」のライブバージョン、および新曲「首輪」の計4曲を収録。
表題曲が映画『タッチ』の主題歌で、YUKIは『タッチ』の脚本を見て作詞を行っていて、またそのためテレビCMには映画で主演の長澤まさみが出演。この曲の詞を朗読するというもので、監督の箭内道彦は、バラエティ番組「R30」に出演時に語ったところによれば、自然な表情を出すために、本当に歌詞を全て暗記してもらったという。なお、このCMには非常に多くのヴァージョンが存在する。

## 収録曲
（全作詞：YUKI）
1. 歓びの種
  - 作曲：蔦谷好位置／編曲：島田昌典
  - 東宝配給映画『タッチ』主題歌
2. 首輪
  - 作曲：Keito Blow／編曲：湯浅篤・玉井健二
3. AIR WAVE（Live）
4. 歓びの種 -Instrumental-

## 収録アルバム
- Wave（#1）
- five-star（#1）
- POWERS OF TEN（#1）
- BETWEEN THE TEN（#2）

## 他のアーティストによるカバー
歓びの種
- 竹渕慶 カバーアルバム『この歌をあなたに』（2025年4月30日発売）収録[2]